# نيك كاي
نيك كاي (بالإنجليزية: Nick Kay) (3 أغسطس 1992 بتامورث في أستراليا - ) هو لاعب كرة سلة أسترالي في مركز هجوم قوي الجسم، شارك في دورة ألعاب الكومنولث 2018 ‏. ولعب مع MSU Denver Roadrunners men's basketball ‏.

## وصلات خارجية
- نيك كاي على موقع الاتحاد الدولي لكرة السلة (الإنجليزية)
- نيك كاي على موقع دوري كرة السلة الياباني للمحترفين (اليابانية)
- نيك كاي على موقع الدوري الإسباني لكرة السلة (الإسبانية)
- نيك كاي على موقع كرة السلة الأوروبية.كوم (الإنجليزية)
- نيك كاي على موقع ريلجم (الإنجليزية)
- نيك كاي على موقع بروبوليرز (الإنجليزية)
- نيك كاي على موقع سبورتس رفرنس (الإنجليزية)
- نيك كاي على موقع أوليمبيديا (الإنجليزية)
- نيك كاي على موقع اللجنة الأولمبية الأسترالية (الإنجليزية)